# NGC 691
NGC 691 ist eine Spiralgalaxie vom Hubble-Typ Sbc im Sternbild Widder auf der Ekliptik. Sie ist schätzungsweise 124 Millionen Lichtjahre von der Milchstraße entfernt und hat einen Durchmesser von etwa 120.000 Lichtjahren. Sie ist das hellste Mitglied der zehn Galaxien zählenden NGC 691-Gruppe (LGG 34).
Im gleichen Himmelsareal befinden sich u. a. die Galaxien NGC 680, NGC 694, IC 167, IC 1730.
Die Typ-Ia-Supernova SN 2005W wurde hier beobachtet.
Das Objekt wurde am 13. November 1786 vom deutsch-britischen Astronomen Wilhelm Herschel entdeckt.

## NGC 691-Gruppe (LGG 34)
| Galaxie  | Alternativname | Entfernung/Mio. Lj |
| -------- | -------------- | ------------------ |
| NGC 678  | PGC 6690       | 131                |
| NGC 680  | PGC 6719       | 136                |
| NGC 691  | PGC 6793       | 124                |
| NGC 694  | PGC 6816       | 136                |
| NGC 697  | PGC 6848       | 143                |
| IC 163   | PGC 6675       | 128                |
| IC 167   | PGC 6833       | 136                |
| PGC 6716 | UGC 1287       | 132                |
| PGC 6750 | UGC 1294       | 132                |
| PGC 7613 | UGC 1490       | 142                |

## Galerie

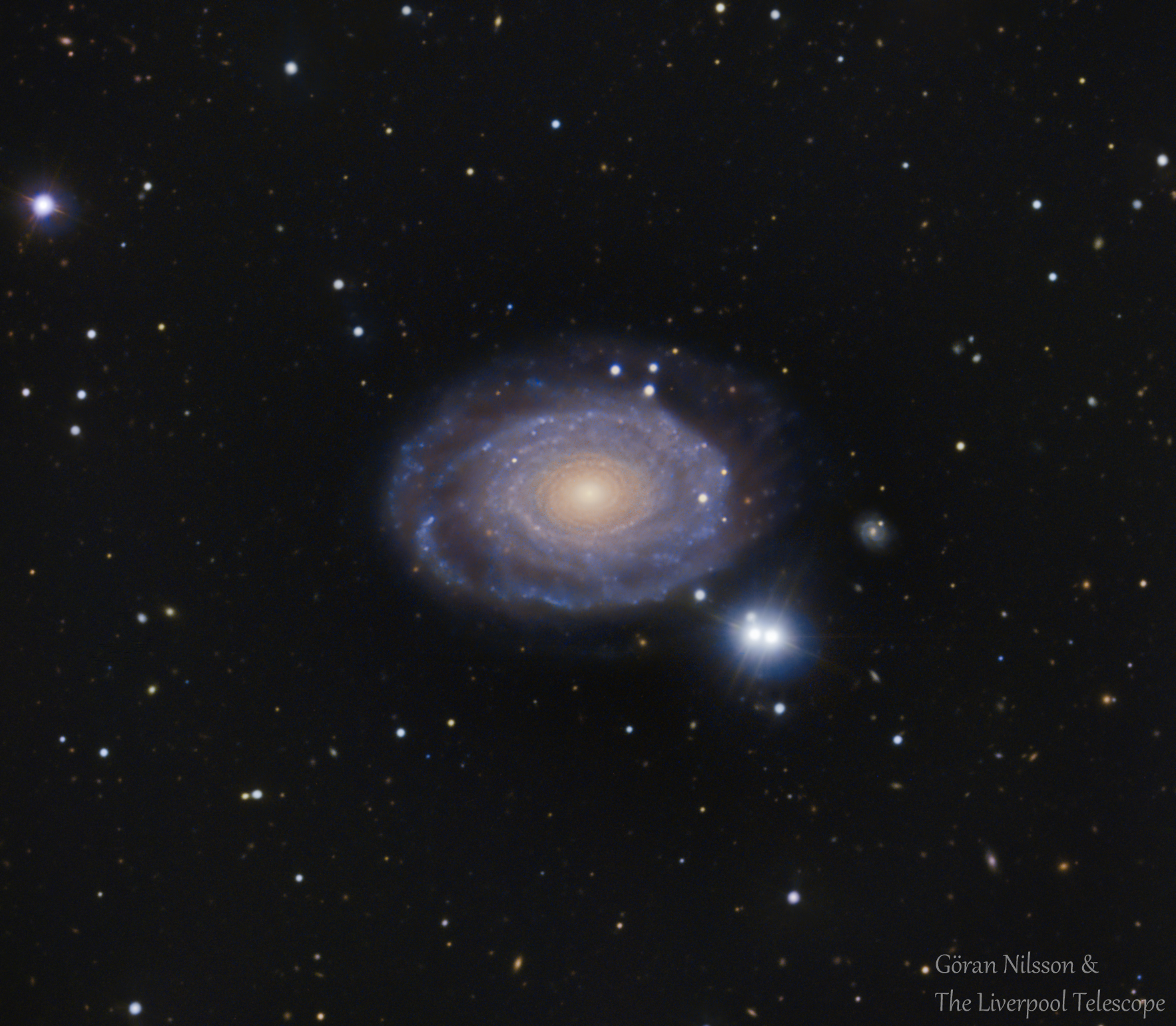
NGC 691 aufgenommen mit dem Liverpool-Teleskop
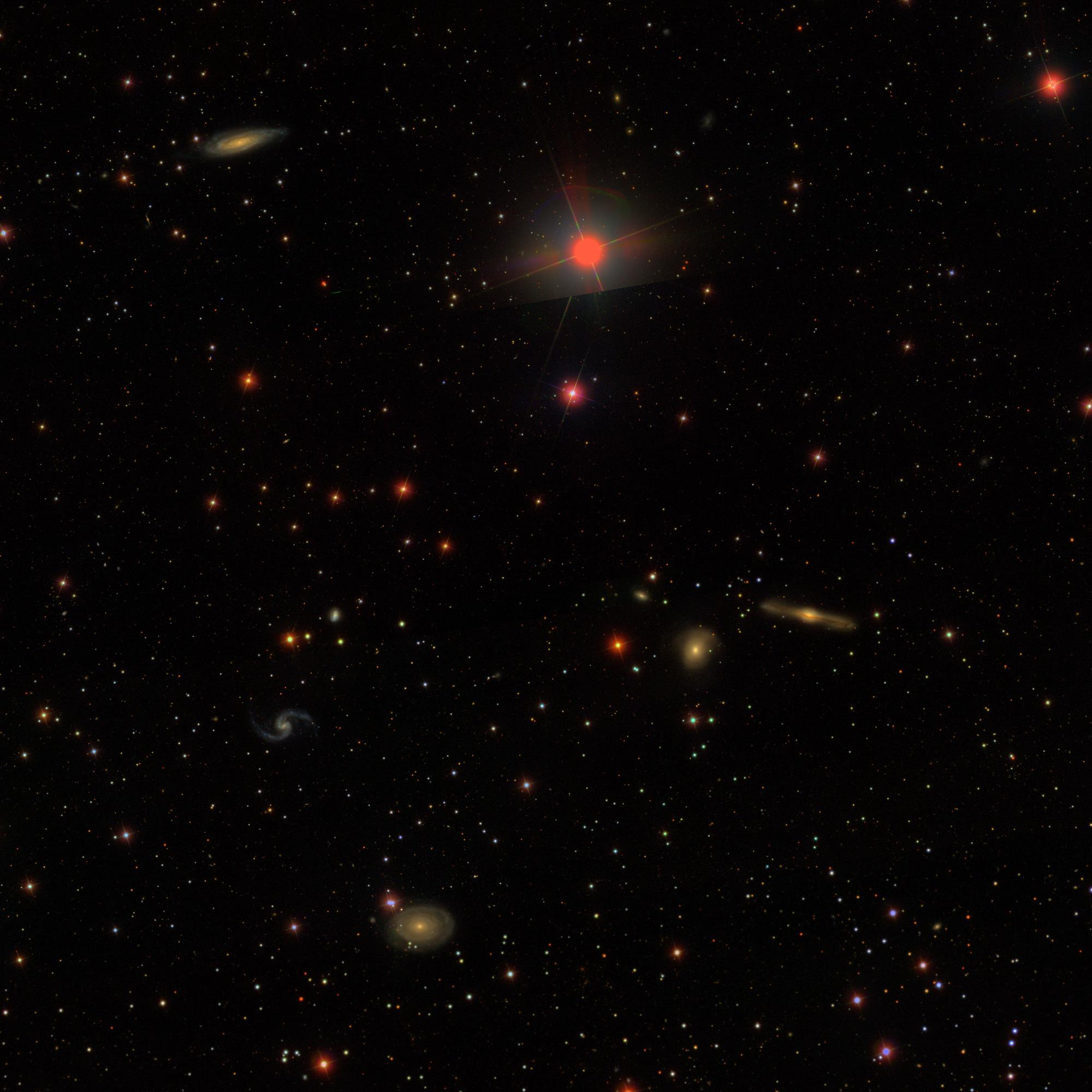
Ausschnitt von LGG 34, SDSS-Aufnahme